# 伊予鉄道7000系電車
伊予鉄道7000系電車（いよてつどう7000けいでんしゃ）は、伊予鉄道の鉄道線用電車。
老朽化が進む700系の置き換え用として、2025年2月より投入が進められている。2027年2月までに3両編成6本（18両）が投入される予定。鉄道線（郊外線）向けに投入される完全新造車は実に67年ぶりである。
編成は制御車のクハ7500形およびクハ7300形、電動車のモハ7100形から構成される。

## 車両来歴
当車両は車齢平均が55年以上となり、老朽化した京王からの譲受車輛である700系の置き換え用として導入された。
導入に当たっては多くの問題があった。まず「車両の大型化」である。大手私鉄は乗車定員を増やすためなどで、昔に比べ車体を大きく製作する傾向がある。伊予鉄の線路は狭軌であり、規格も低いため、大型化した車両の走行は難しい。さらに電圧の問題もあった。JRや大手私鉄の多くは変電所が少なく済む1500ボルトだが、伊予鉄は大手町駅前で600ボルトの市内電車と郊外電車の高浜線が平面交差している関係で、高浜線が直流600ボルト、郡中線と横河原線が直流750ボルトとなっている。車両の機器類は精密化しており、対応電圧が大きく違う車両を使用する際は、大幅な更新が必要になる。中古車探しは難航し、67年ぶりとなる「完全」新設計の車両導入へとかじを切った。2022年夏ごろより車両メーカー各社と交渉を始め、最終的に製造元に決まったのが大阪の近畿車両であった。伊予鉄の責任者にあたる車両部長の三好学は「お付き合いがなく、代表電話にかけて、担当者を紹介してもらうところから始まりました」と振り返る。
2022年11月新型車両のプロジェクトチームが発足し、同年秋ごろ「乗ってみたくなる未来型、流線形のフォームで、オレンジ色のカラーリングで愛媛らしさを表現したい」とのコンセプトを伝達。何度も修正を繰り返し、2023年1月にデザインがまとまった。約1年半後の2024年5月、車両の制作を担う近畿車輛の工場にて、車体単独の6面体が完成し、鋼体検査が行われた。そして2024年10月、完成した出荷前の最終検査が行われ、工場内を様々な速度で走行テストし、特に車両の安全性能、耐久性、各機器の動作、電気系統の問題、さらには車両全体の外観に至るまで、細部にわたる確認が行われた。
2024年11月2日、近畿車輛を出場。甲種輸送が行われた。徳庵 - 大阪 - 岡山 - 高松（貨） - 松山（貨）のルートを通り、2024年11月3日未明、松山貨物駅へ到着。JRの線路は伊予鉄と同じく狭軌のため、自らの車輪で走った。松山貨物駅では最終的な点検と調整が行われた後、松山運転所まではキハ32形が牽引。11月4日21時、古町車庫へ向けて陸送が始まった。同月4日から三日連続で、深夜にトレーラーなどを使い2両ずつJR松山駅近くに輸送。初日はクハ7301・モハ7101。伊予鉄市内電車の軌道に下ろし、牽引車で約800メートル先の古町車両基地に搬入された。古町車両基地にはトレーラーで直接乗り付けられるスペースがない。ため、路面電車の搬入も同様に道路上で実施している。全国的には珍しく、近畿車輛も道路上での作業は初めてで、大阪で入念にリハーサルを実施したという。
搬入後12月より試運転を開始。2025年2月21日には松山市駅にて出発式が行われた。なお、出発式の前に古町駅 - 松山市駅間で、 式典参加者や報道関係者向けの試乗会も同時に行われた。
完全自社設計のステンレス製構体を用いる3扉・18m級車体であり、前面は普通鋼製で流線型の非貫通構造を採用している。この設計にはメーカーと何度も協議を重ね、「乗ってもらいたい都会的なフォルム」にしたく、特に流線型の角度にこだわったという。
可変周波数駆動インバーターと回生ブレーキを使用し、700系と比べて約50％の電力で走行することができ、一部は再生可能エネルギー由来。
前面・側面の行先表示器にはフルカラーLEDを採用。車内には全ての乗降扉上部にデジタルサイネージ（ハーフサイズの液晶ディスプレイ）が設置され、車内案内表示および広告表示用として使用されている。また、各車両に防犯カメラも設置されている。照明は随所にLEDが使用されている。窓の寸法を拡大した一方で網棚・中吊り広告は設置されていない。既存車両はマイク放送のみだが、新たに録音音源を流せるようになり、インバウンド（訪日客）増加に対応した英語表記・アナウンスも放送する。

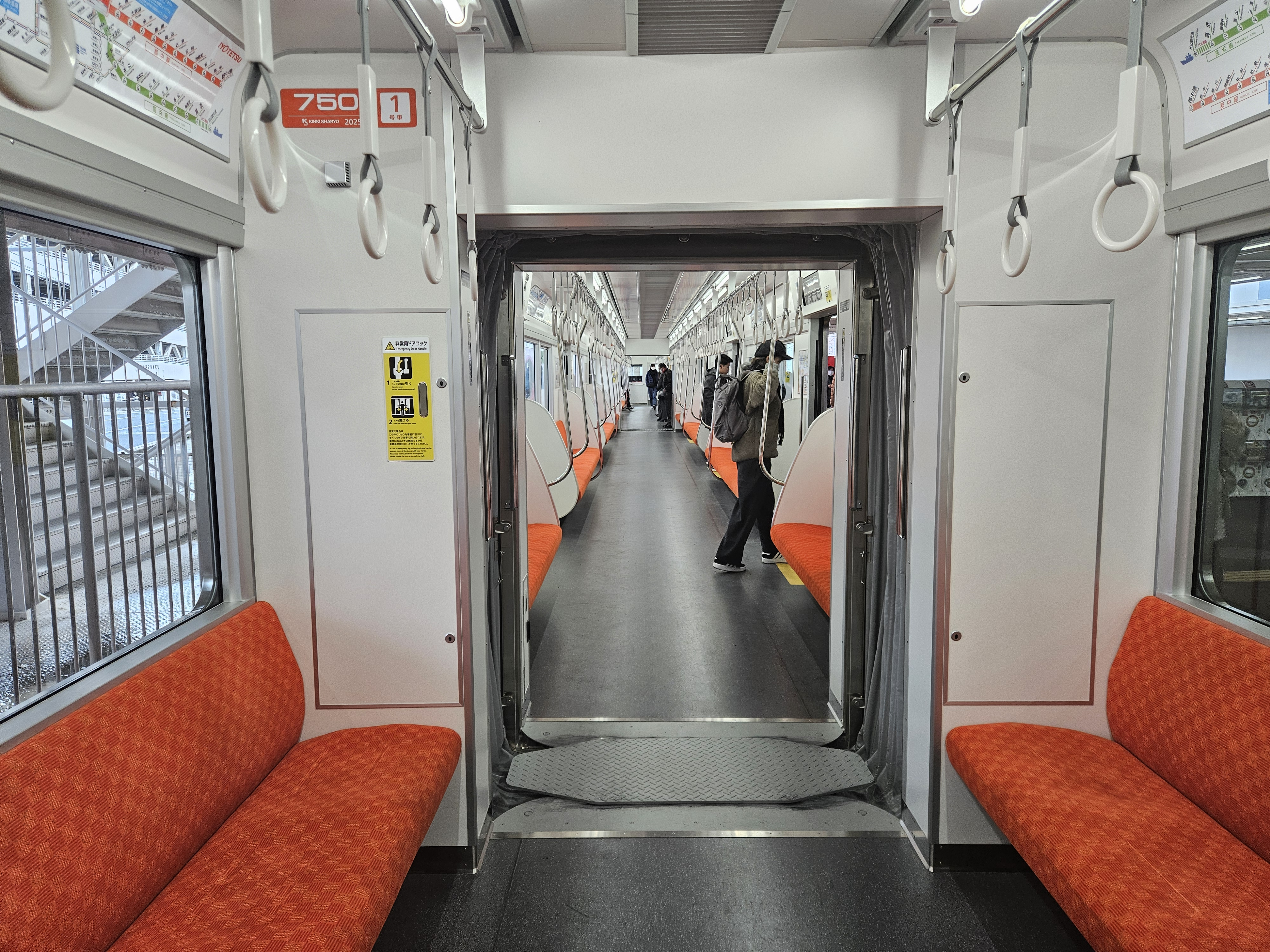
車内
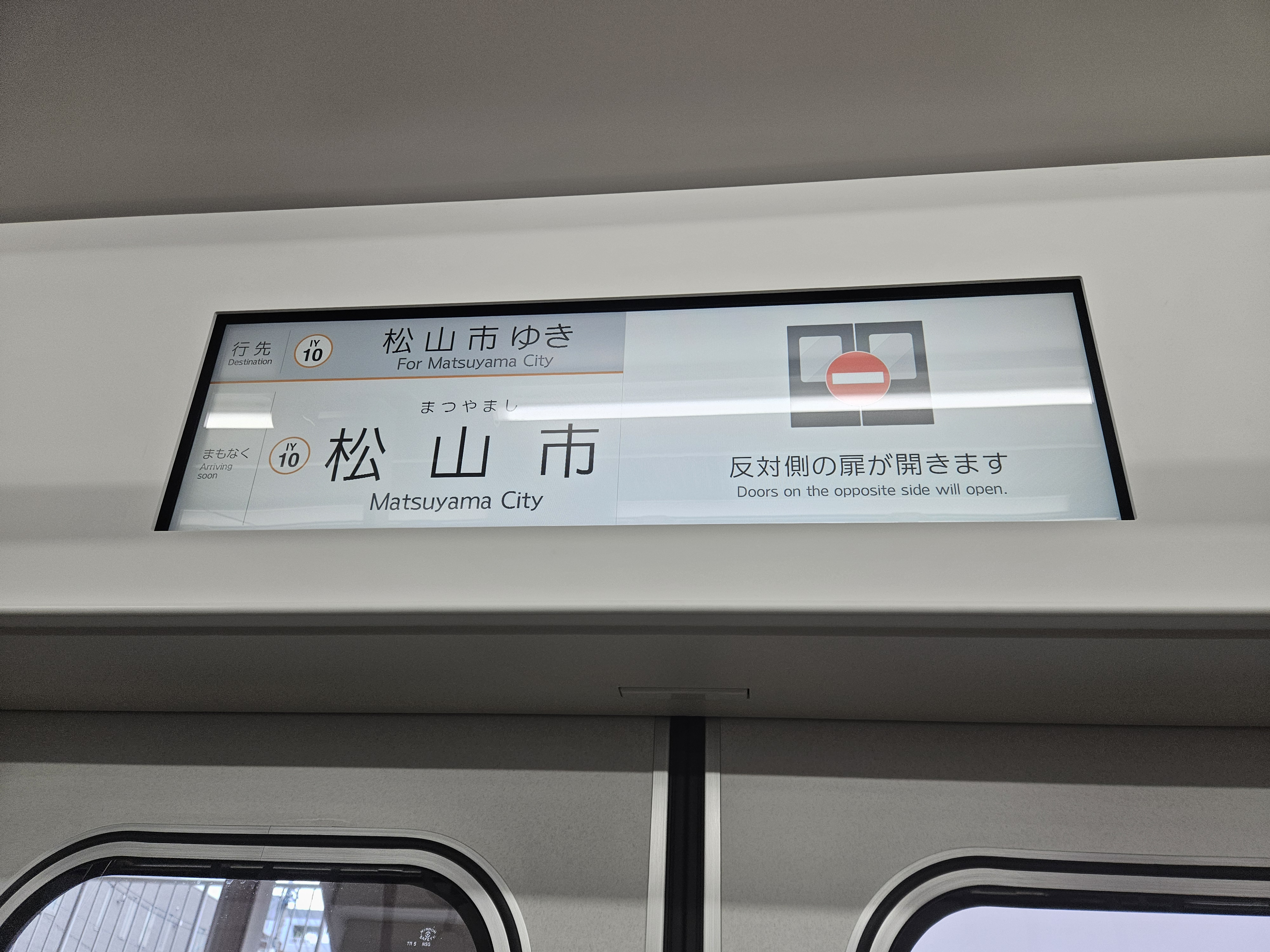
各ドア上部に設置されているデジタルサイネージ（車内案内表示装置）
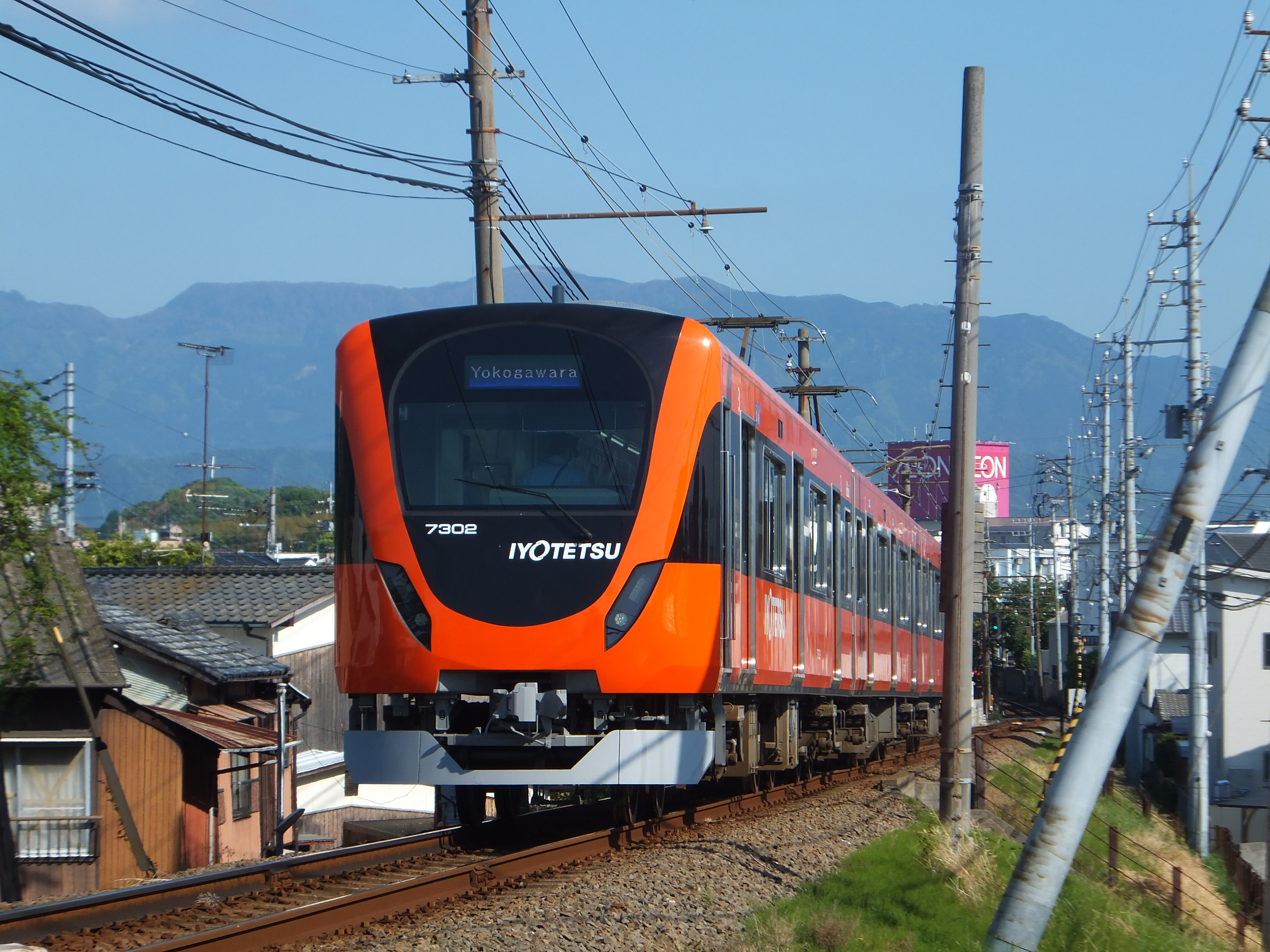
7502編成。（石手川公園駅にて）
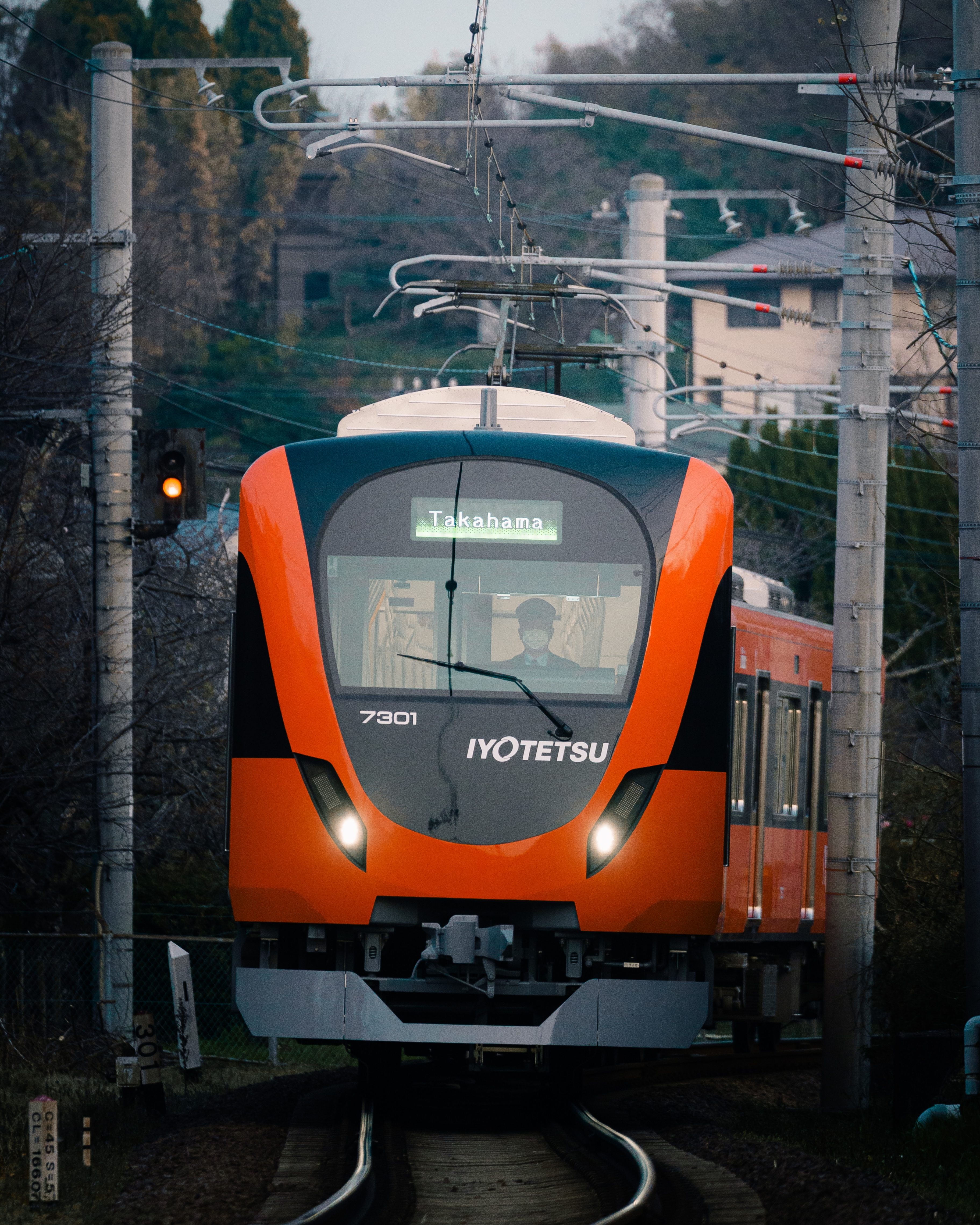
梅津寺駅 -高浜駅間（2025年2月）

車両価格は合計約40億円を見込んでおり、同社では購入に際し「環境省並びに国土交通省からの国庫補助金を活用する」としている。

## 運用
伊予鉄道郊外線の全線でほかの車両と共通運用される。
2025年2月21日より、高浜線・横河原線で、同年月24日により郡中線でも運行を開始した。

## 編成
2025年6月現在、2編成6両が在籍する。
3両固定編成。
2027年まで、年に2編成のペースで投入し、最終的には6編成18両となる予定。
|      | ← 横河原・松山市郡中港・高浜 → | ← 横河原・松山市郡中港・高浜 → | ← 横河原・松山市郡中港・高浜 → | 製造年    |
|      | クハ7500形                     | モハ7100形                     | モハ7300形                     | 製造年    |
| ---- | ------------------------------ | ------------------------------ | ------------------------------ | --------- |
| 車番 | クハ7501                       | モハ7101                       | モハ7301                       | 2025年2月 |
| 車番 | クハ7502                       | モハ7102                       | モハ7302                       | 2025年2月 |